# Mike Thackwell
Mike Thackwell (Auckland, 30 maart 1961) is een voormalig autocoureur uit Nieuw-Zeeland die al op zijn negentiende startte in een Formule 1 Grand Prix.
Thackwell had in 1979 grote indruk gemaakt in het Britse Formule 3-kampioenschap maar moest de titel nipt aan Chico Serra laten. Tyrrell contracteerde hem als testcoureur, en leende hem voor de Grand Prix van Nederland in 1980 uit aan Arrows dat een invaller zocht voor de geblesseerde Jochen Mass. Onbekend met de auto kwalificeerde Thackwell zich niet. Aan het eind van het seizoen kreeg hij twee races de kans van Tyrrell in een derde wagen. Hij kwalificeerde zich in Canada maar was betrokken bij een startcrash en miste de herstart. De volgende race in de Verenigde Staten kwalificeerde hij zich weer niet.
Thackwell werd als een groot talent gezien maar ondanks vele successen in de Formule 2, waaronder de titel in 1984, kreeg hij geen echte kans meer in de Formule 1. In 1984 volgden nog twee eenmalige optredens voor RAM en Tyrrell. Twee jaar later zou hij de vaste coureur worden van RAM voor het team zich terugtrok. Eind 1987 trok hij zich gedesillusioneerd terug uit de autosport. Tegenwoordig wil hij niets meer met racen te maken hebben.